# Badanstalt
Badanstalt, ou officiellement le Centre de relaxation aquatique Badanstalt, est une piscine publique située à Luxembourg.

## Localisation
La Badanstalt est située rue des Bains (lb) dans le quartier Ville-Haute à Luxembourg.

## Histoire
Le bâtiment a été construit par l'architecte Pierre Funck, avec son beau-père, l'architecte Jean-François Eydt, de 1873 à 1875.

## Les installations
Les installations comprennent une piscine couverte de taille moyenne avec bains à remous et jets d'eau, deux cabines de sauna, un bain turc, une salle de fitness, des douches et un solarium.